# Réflexe
Pour les articles homonymes, voir Réflexe (homonymie).
Un réflexe est une réponse musculaire involontaire, stéréotypée et très rapide à un stimulus.
Une activité réflexe est produite par un « arc réflexe », le mécanisme de réponse intégrée d'un centre nerveux sans intervention du cerveau et de la volonté consciente. Les réflexes sont souvent des réactions de défense, comme le retrait du membre en cas de brûlure, avant que le cerveau ait perçu la douleur. Les réactions réflexes ont pour but de rétablir l'homéostasie.
Un réflexe peut être inné ou acquis (conditionné). On distingue :
- les réflexes d'extension dit aussi ostéotendineux ;
- les réflexes de flexion.

## Mécanisme
Lorsqu'un stimulus, appelant une réponse immédiate, est perçu par un récepteur logé dans une partie du corps, l'influx nerveux se propage sur les fibres afférentes vers la moelle épinière (r. spinal) ou le tronc cérébral (r. bulbaire). Après le passage par une (r. monosynaptique) ou plusieurs synapses des neurones moteurs (r. métamérique, système nerveux périphérique), la réponse afférente — sous la forme d'un second influx nerveux — part vers l'organe effecteur (muscle par exemple) ou vers les centres moteurs, supérieurs ou inférieurs (noyaux médullaires de la moelle épinière ou noyaux centraux, tonus musculaire du cervelet, conscience du cortex, etc.).
Cette boucle récepteur-afférence-SNC-efférence-effecteur constitue l'« arc réflexe » le plus court. L'« arc réflexe » est le trajet suivi par les messages nerveux depuis le récepteur jusqu'à l'effecteur. Un arc réflexe n'est jamais modifiable par la volonté de l'individu : c'est la « loi du tout ou rien ».

## Réflexes et diagnostic
Les réflexes sont parfois stimulés à des fins de diagnostic, notamment dans le bilan neurologique ; chaque réflexe correspond à une zone de la moelle épinière.
- Tête :
  - réflexes pupillaires : les pupilles se dilatent (mydriase) dans l'obscurité et se contractent (myosis) à la lumière ; normalement, elles demeurent symétriques même si l'éclairage est asymétrique ;
  - Le réflexe naso-palpébral : fermeture des paupières à la percussion de la racine du nez ;
  - Le réflexe d'ouverture de la mandibule[1].

- Membres supérieurs :
  - réaction à la douleur dans l'échelle de Glasgow ;
  - réflexe bicipital : percussion du tendon du biceps légèrement au-dessus du coude (racines C5 et C6) ;
  - réflexe stylo-radial : percussion de la styloïde radiale (racine C6) ;
  - réflexe tricipital : percussion du tendon du triceps (racine C7 et C8) ;
  - réflexe cubito-pronateur : percussion de la styloïde cubitale (racine C8) ;
  - flexion des doigts : percussion de l'index (racine C8).

- Bassin :
  - Le réflexe anal : contraction sphinctérienne à la piqûre de la marge anale ou l'effleurement avec un coton, au pincement du gland ou du clitoris, à l'étirement rapide de l'anus, à la toux ou à la stimulation de la plante du pied.

- Membres inférieurs :
  - réflexe rotulien : percussion du ligament patellaire (racines L2 à L4) ;
  - réflexe achilléen : percussion du tendon d'Achille (racines S1 et S2) ;
  - réflexe médio plantaire : flexion des orteils à la percussion de la voûte plantaire ;
  - réflexe de Rossolimo : flexion des orteils à la percussion des têtes métatarsiennes ;
  - Le réflexe cutané plantaire : Flexion du gros orteil lorsque l'on stimule la face plantaire du talon vers les orteils. En cas d'extension du gros orteil lors de la stimulation plantaire, on observe un Signe de Babinski, traduisant un syndrome pyramidal.